# زال قلی کندی
زال قلی کندی یک روستا در ایران است که در استان اردبیل واقع شده‌است. زال قلی کندی ۸۸ نفر جمعیت دارد.